# Заручник
Зару́чник — людина, захоплена з метою змусити когось (родичів заручника, представників влади) вчинити певні дії або утриматися від вчинення певних дій заради визволення заручника, недопущення його вбивства чи завдання серйозної шкоди його здоров'ю.

## Взяття заручників із точки зору права
Ще під час Громадянської війни в США інструкції, видані в 1863 році, містили деякі положення про репресалій на адресу мирного населення, які вказують, що репресалії повинні бути тільки заходами примусу. На Брюссельській конференції 1874 була зроблена спроба законодавчо обмежити взяття заручників, проте це не вдалося. Тому на Гаазьких конференціях 1899 і 1907 років дане питання вже не порушувалося.
У Гаазькій конвенції про закони та звичаї сухопутної війни 1907 року з'явилася стаття 50:

Ніяке загальне стягнення, грошове чи іншого, не може бути накладене на все населення за ті діяння поодиноких осіб, в яких не можна побачити солідарної відповідальності населення.

Однак Редакційний комітет цієї конвенції ухвалив, що стаття 50 не стосується страти заручників, узятих заздалегідь, тобто репресалії є засобом примусу, а не покарання.
Страти заручників-військовополонених були формально заборонені Женевською угодою 1929 року про поводження з військовополоненими. До Женевської конвенції 1949 року, не існувало ніяких міжнародних угод про захист цивільних осіб у воєнний час, як не існувало і ніяких норм військового права, які забороняли б взяття заручників і страта невинних людей.
Діявши ще під час Другої світової війни параграф 358 американських «Правил ведення сухопутної війни», згадував:

… заручники, яких беруть і тримають з метою попередити будь-які незаконні дії з боку збройних сил противника або його населення, можуть каратися і знищуватися, якщо противник не припинить ці дії.

У 1948 році американський військовий трибунал в Нюрнберзі в одному зі своїх вироків вказав:,

… кількість страчених заручників повинно відповідати акту, здійсненого супротивною стороною, результатом якого і стали дані репресалії.

Женевська конвенція 1949 року заборонила репресалії, спрямовані проти цивільних осіб, а також взяття будь-яких заручників.

## Історія
У Франції після перевороту 30 преріаля VII року Республіки (18 червня 1799 р.) був прийнятий Закон про заручників для боротьби з роялістськими повстаннями у Вандеї. З метою запобігання вбивств республіканців були взяті як заручники родичі емігрантів, посаджені до в'язниці й підлягали карі за будь-яку спробу втечі. Наполеоном в 1796 році були використані аналогічні заходи з боротьби з повстанням в Ломбардії.
Під час франко-пруської війни 1870 року, пруссаки також між здачею міста і його остаточною окупацією брали заручників як гарантію від спалахів насильства з боку мешканців. Розстріли заручників проводилися тільки в разі загибелі прусських солдатів. Також пруссаки брали в заручники видатних людей або чиновників з міст чи районів для забезпечення виплати містами репарацій (при несплаті репарацій їх не розстрілювали, а лише утримували в полоні). Для запобігання диверсій деяке число французів були розміщені на прусських військових поїздах.
Під час Першої світової війни німецька влада здійснювала розстріли заручників в окупованих містах, у яких партизани або прорвалися в тил коли козаки нападали на німецьких солдатів (наприклад, у містах Анден, Таміно, Каліш, Ченстохова).

## Відомі випадки захоплення заручників
- Теракт на Мюнхенській олімпіаді
- Захоплення заручників у Беслані